# Kimberley (Australie)
Pour les articles homonymes, voir Kimberley.

Carte détaillée de la Gibb River Road et de ses alentours, dans la région du Kimberley.

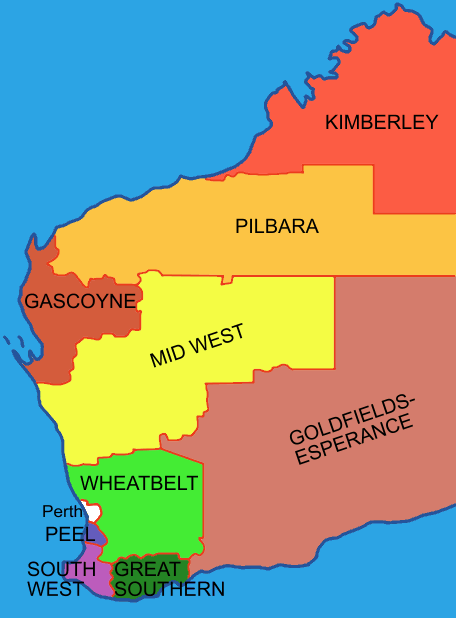
Carte des régions de l'Australie-Occidentale.

La région de Kimberley est l'une des neuf régions d'Australie-Occidentale. C'est la région la plus septentrionale de l'État.

## Géographie
Le Kimberley est limité à l'ouest par l'océan Indien, au nord par la mer de Timor, à l'est par le Territoire du Nord et au sud par la région de Pilbara.
Il couvre une superficie de 424 517 km2 et compte environ 38 000 habitants. Seules trois villes dépassent 2 000 habitants : Broome, Derby et Kununurra. Plus de la moitié de la population est d'origine aborigène. C'est la région la moins peuplée du pays.
La nature y a conservé sa pureté originelle (paysage de savane et de baobabs).
Le climat est tropical avec mousson. Pendant la saison des pluies, de novembre à avril, la région reçoit 90 % de ses précipitations avec passage de cyclones tropicaux, surtout sur la région de Broome.

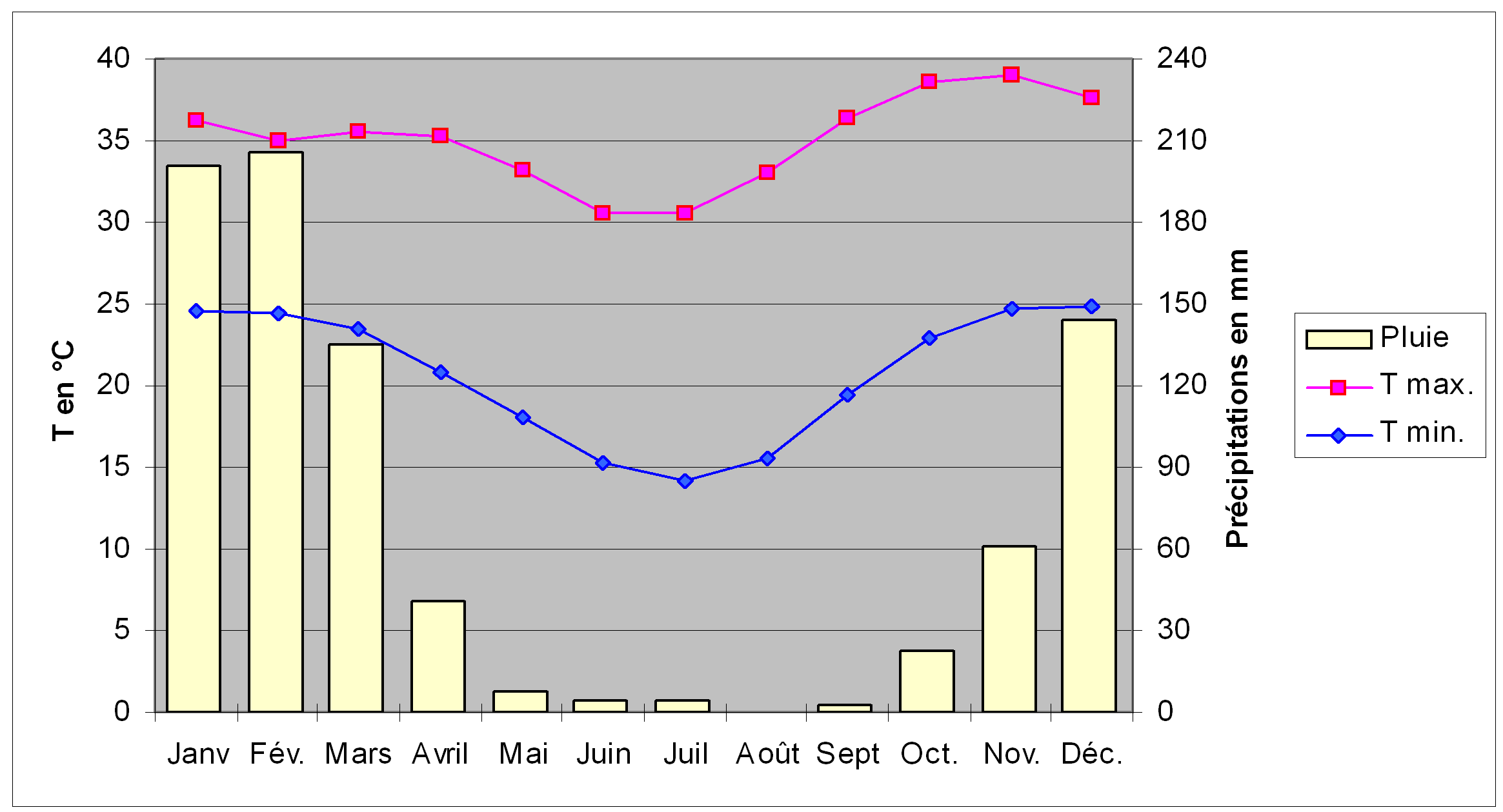
Thermométrie et pluviométrie à Kimberley. Source : Bureau de météorologie.

## Économie
L'économie de la région est basée sur :
- la culture perlière sur les côtes ;
- les mines de diamants d'Argyle et d'Ellendale, fournissant un tiers des diamants du monde[réf. nécessaire] ;
- le pétrole extrait des champs pétrolifères de Blina (en attendant l'exploitation du gaz) ;
- le minerai de zinc et de plomb dans la région de Fitzroy Crossing, minerai exporté de Derby ;
- l'agriculture près de Kununurra, culture de fruits, l'élevage du bétail un peu partout ;
- l'aquaculture avec l'élevage de barramundis dans le lac Argyle ou de poissons en mer près de Broome ;
- la pêche en mer ;
- le tourisme.

## Culture
L'art aborigène du Kimberley a récemment été mis à l'honneur par le musée des Arts et Civilisations d'Afrique, d'Asie, d'Océanie et des Amériques parisien avec une reproduction d'une œuvre de l'artiste Lena Nyadbi, intitulée Dayiwul Lirlmim (« Écailles de barramundi ») sur le toit du musée.
L'artiste Freddie Timms travaille également dans la région de Kimberley.

## Galerie

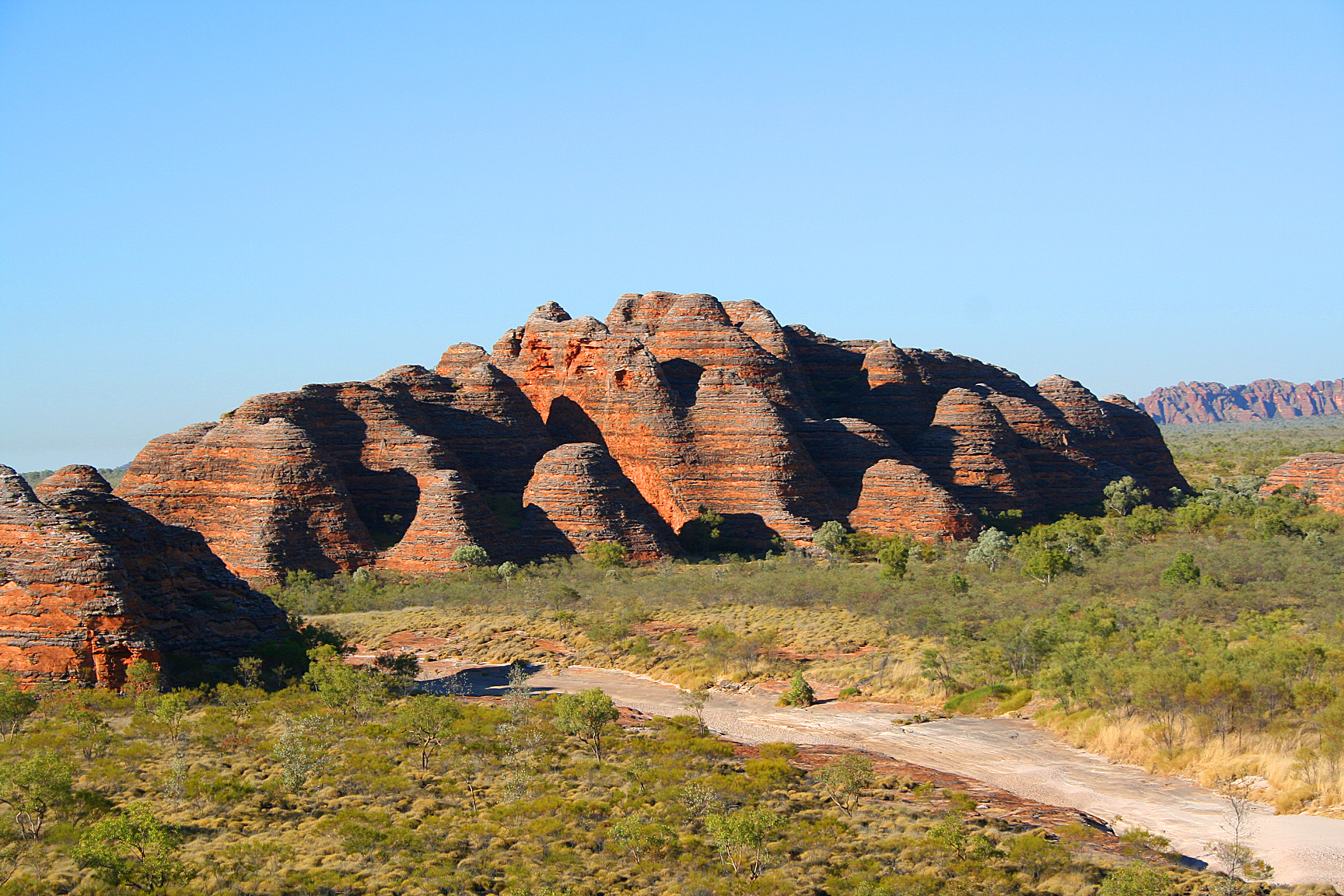
Formations rocheuses dans le Parc national de Purnululu
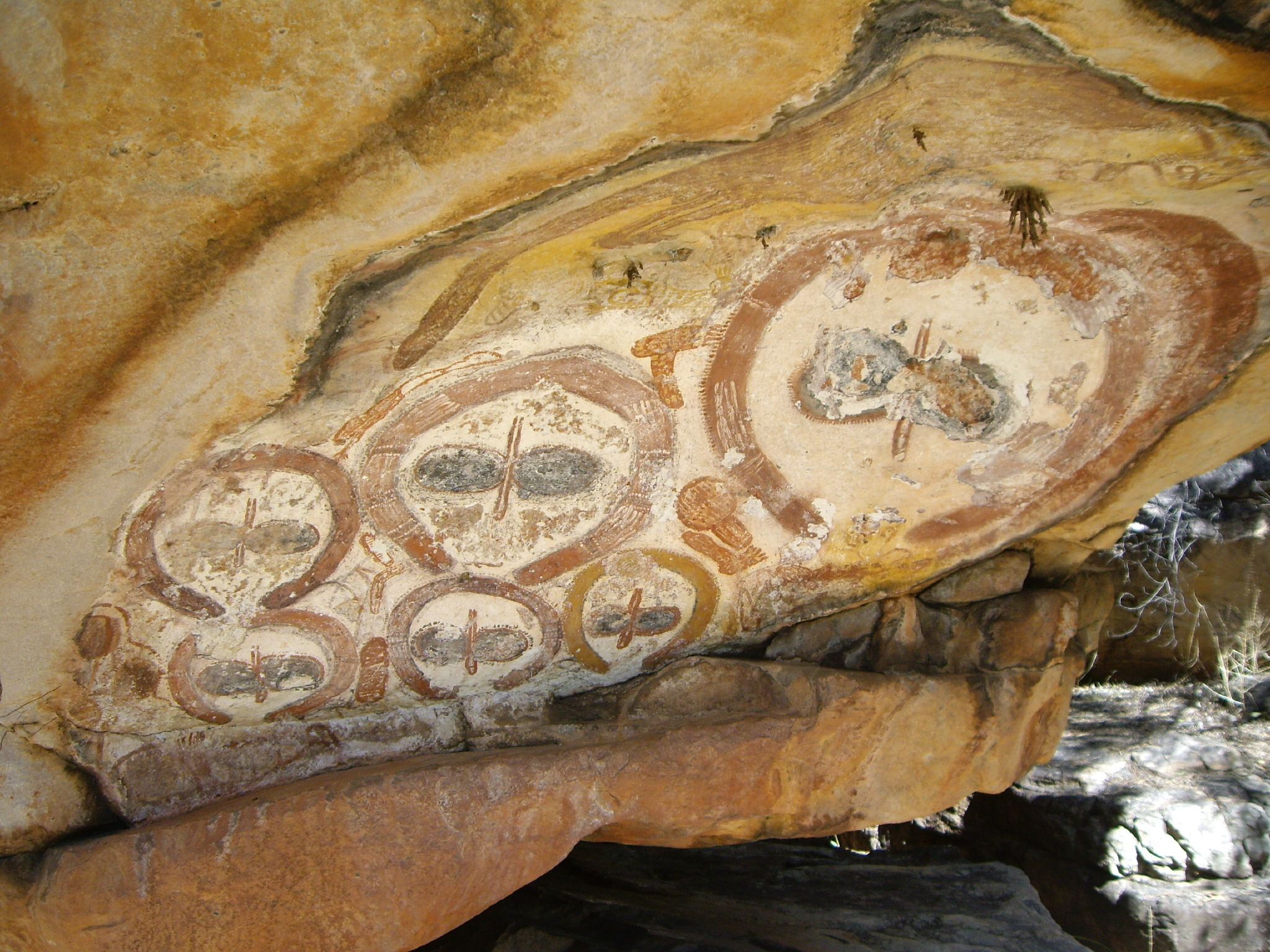
Art rupestre aborigène dans le style Wondjina, typique du Kimberley.